# Daiki Inaba
Daiki Inaba (稲葉 大樹, Inaba Daiki), né le 28 février 1988 à Yamagata, est un catcheur japonais, qui travaille actuellement à la Wrestle-1.

## Carrière

### Wrestle-1 (2013-2020)
Le 29 juillet 2016, lui, Andy Wu et Seiki Yoshioka battent Minoru Tanaka, Kaz Hayashi et Tajiri et remportent les UWA World Trios Championship.
Le 11 août, il bat Kai et remporte le Wrestle-1 Championship,. Le 27 août, lui, Andy Wu et Seiki Yoshioka conservent les UWA World Trios Championship contre Kai, Hiroki Murase et Shota. Le 18 septembre, il conserve le Wrestle-1 Championship contre Kai,. Le 2 novembre, il perd le titre contre Masayuki Kōno. Le 9 décembre, lui, Andy Wu et Seiki Yoshioka perdent leur titres contre Jun Kasai, Nosawa Rongai et Shūji Kondō,.
Le 22 février 2017, lui, Yusuke Kodama et Kohei Fujimura battent Shūji Kondō, Manabu Soya et Nosawa Rongai et remportent les vacants UWA World Trios Championship. 
Il participe ensuite au Wrestle-1 Grand Prix 2019, qu'il remporte en battant Masayuki Kōno lors du premier tour, Kuma Arashi en Demi-finale, puis Shotaro Ashino en Finale. Le 1er septembre, il bat T-Hawk et remporte le Wrestle-1 Championship pour la deuxième fois. Le 12 janvier 2020, il perd le titre contre Katsuhiko Nakajima. Lors de Wrestle Wars 2020, lui et Koji Doi battent Enfants Terribles (Shotaro Ashino et Yusuke Kodama) et remportent les Wrestle-1 Tag Team Championship dont ils deviennent les derniers champions.

### Pro Wrestling Noah (2020-...)
Lors du troisième jour de New Hope, il perd contre Kaito Kiyomiya et après le match, lui demande de former une équipe, ce qu'il a accepté.
Lors de Wrestle Kingdom 16 - Tag 3, lui, Daisuke Harada, Hajime Ohara, Kinya Okada et Yoshiki Inamura perdent contre Chaos (Hirooki Goto, Tomohiro Ishii et Yoshi-Hashi), Master Wato et Ryusuke Taguchi.
Lors de Great Voyage In Yokohama 2022, lui et Kaito Kiyomiya participent à un tournoi pour déterminer les nouveaux GHC Tag Team Champions qu'ils perdent à la suite de leur défaite contre Sugiura-gun (Hideki Suzuki et Takashi Sugiura) en finale.
Lors de Great Voyage In Osaka, lui et Masa Kitamiya battent Takashi Sugiura et Satoshi Kojima et remportent les GHC Tag Team Championship. Lors de Voyage 2023 In Yokohama, ils conservent leur titres contre KONGOH (Kenoh et Manabu Soya).

## Caractéristiques au catch
- Prises de finition
  - Manjigatame (Octopus Hold)

- Surnoms
  - « Tokyo »
  - « Mad Dog »
  - « NEVER BACK DOWN »

## Palmarès
- Pro Wrestling NOAH
  - 1 fois GHC Tag Team Championship avec Masa Kitamiya

- Wrestle-1
  - 2 fois Wrestle-1 Championship
  - 1 fois Wrestle-1 Tag Team Championship avec Koji Doi
  - 2 fois UWA World Trios Championship avec Andy Wu et Seiki Yoshioka (1) et Kohei Fujimura et Yusuke Kodama (1)
  - Wrestle-1 Grand Prix (2019)

## Récompenses des magazines
- Pro Wrestling Illustrated

| Année | 2017 |
| ----- | ---- |
| Rang  | 259  |